# Sophie Gengembre Anderson
Sophie Gengembre Anderson (Parigi, 1823 – Falmouth, 10 marzo 1903) è stata una pittrice britannica.
Le sue opere, raffiguranti bambini e donne, vengono associate al movimento preraffaelita.

## Biografia
Figlia di un architetto parigino, Charles Gengembre, e di madre inglese, nel 1843 studiò brevemente le tecniche di ritratto con Charles Auguste Steuben a Parigi. Durante la rivoluzione del 1848, la famiglia lasciò la Francia per dirigersi negli Stati Uniti, trasferendosi prima a Cincinnati, e in seguito a Manchester, dove incontrò e sposò il pittore britannico Walter Anderson. Nel 1854 si trasferirono a Londra, dove la pittrice esibì i propri lavori nella Royal Academy. Nel 1858 si trasferirono nuovamente a New York, per poi tornare definitivamente a Londra nel 1863.
In oltre trent'anni, le sue opere furono esposte in molte istituzioni come la Royal Academy, la Society of British Artists e in molte gallerie regionali. I suoi primi lavori mostrano una forte attenzione per il dettaglio botanico, in comune con i Preraffaelliti.
Morì nella propria casa a Falmouth il 10 marzo 1903.

## Galleria d'immagini

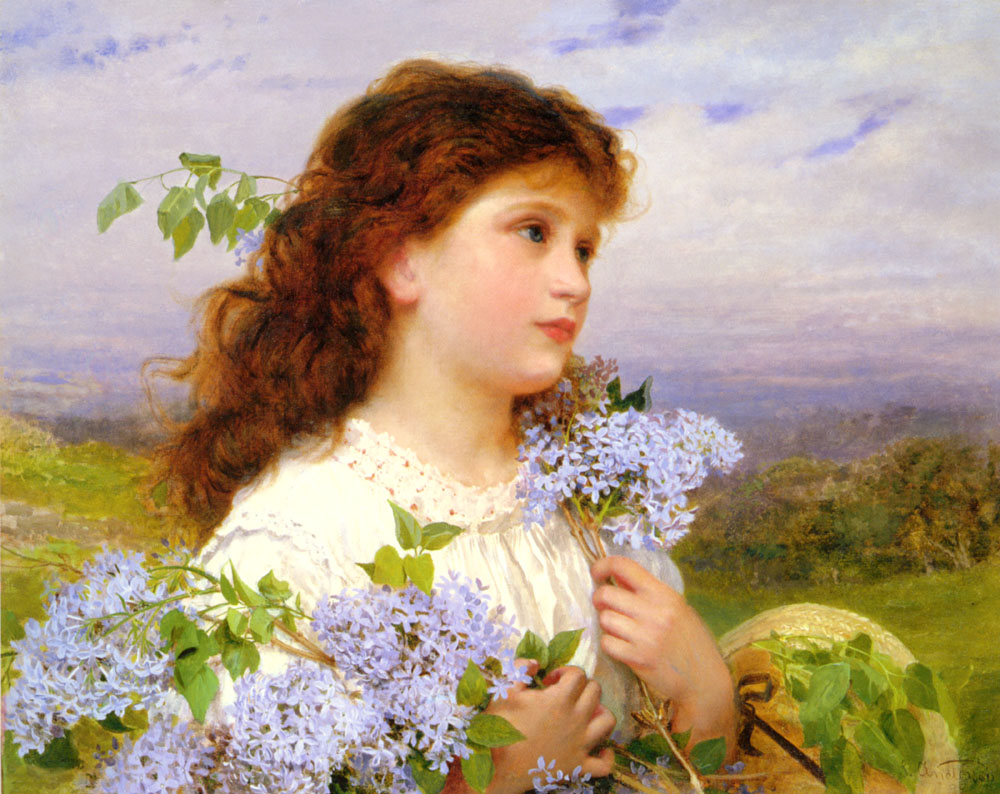
The Time of the Lilacs
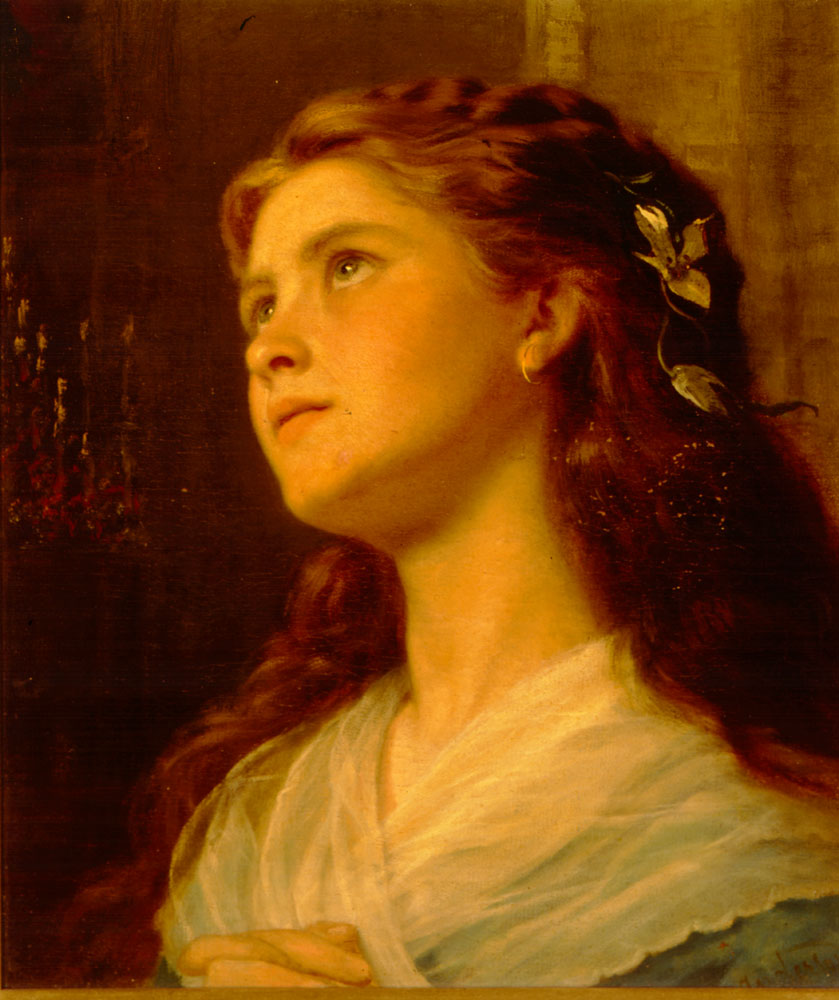
Portrait of a Young Girl
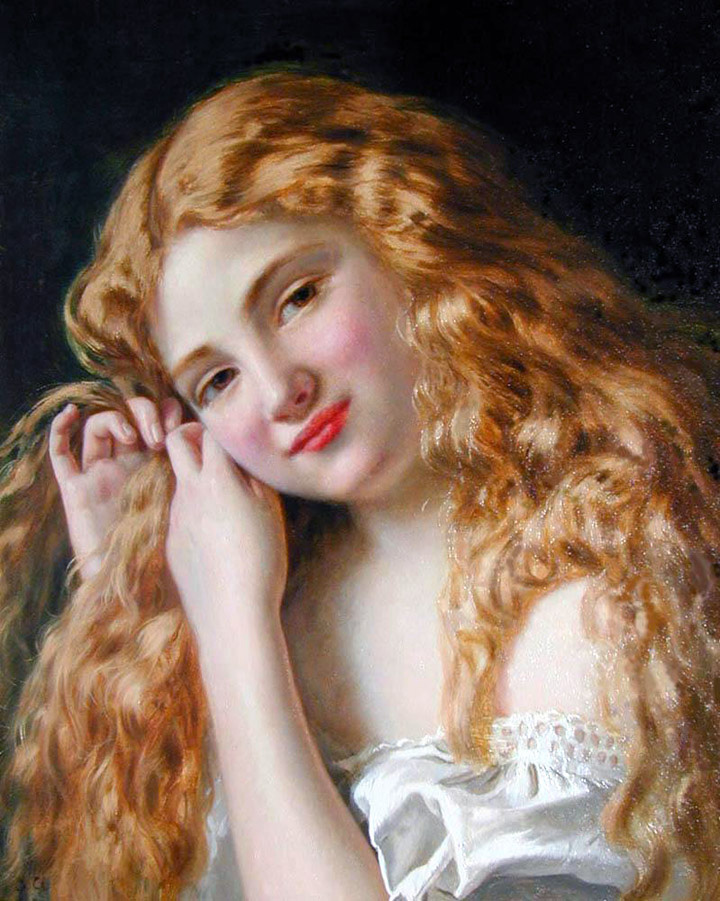
Young Girl Fixing Her Hair
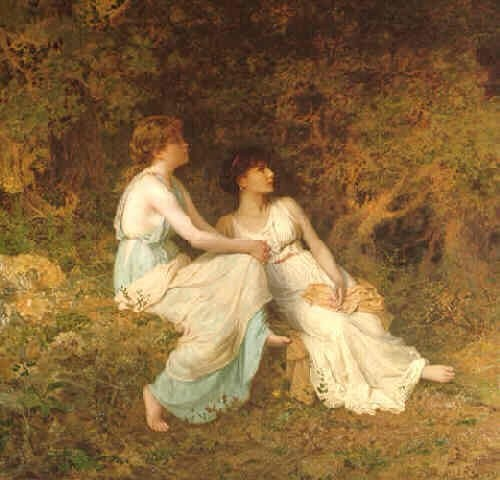
Birdsong
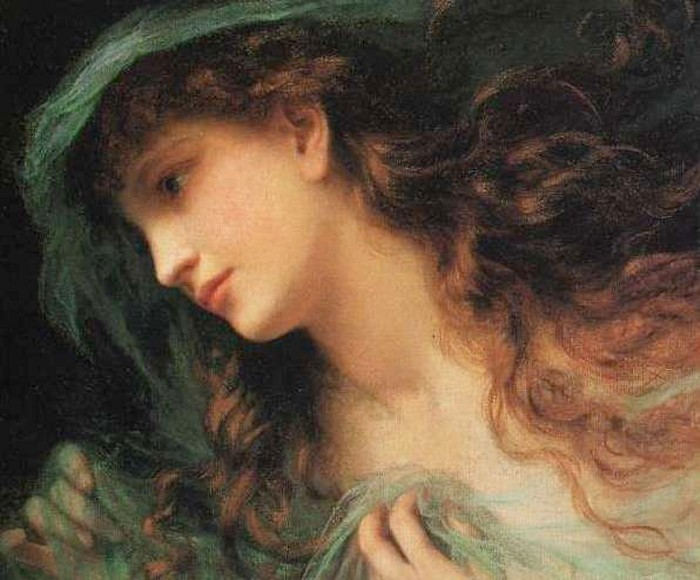
The Head of a Nymph
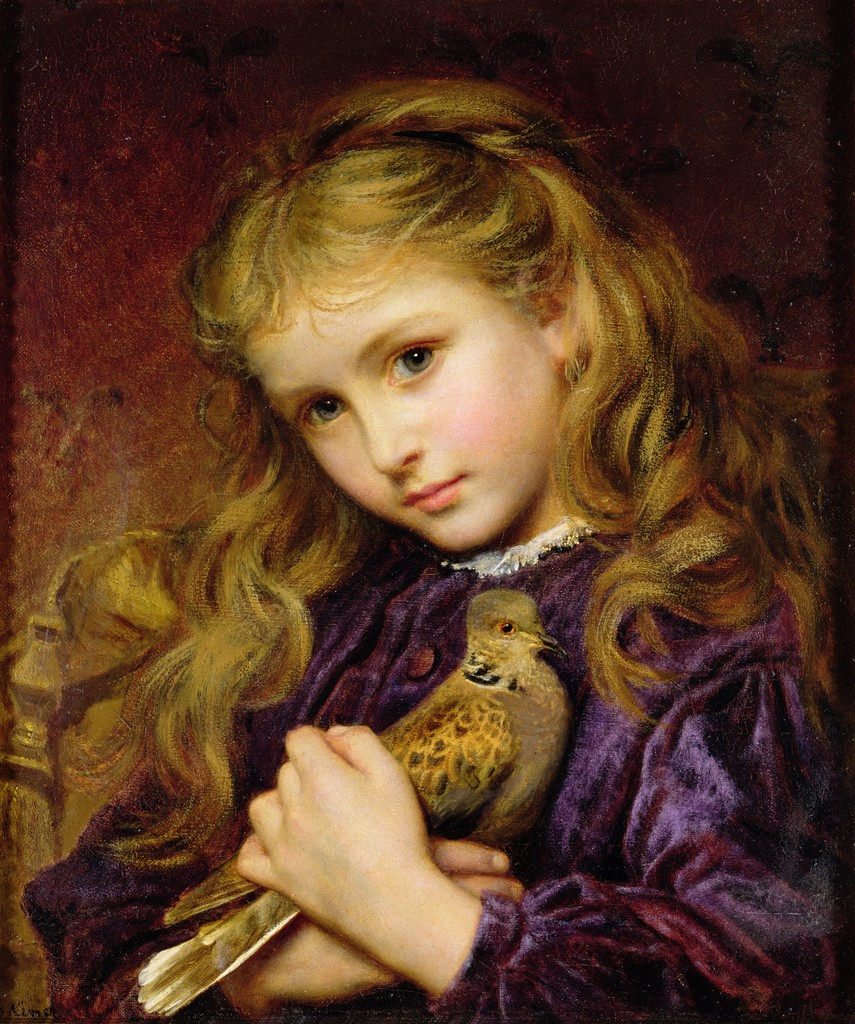
The Turtle Dove Small
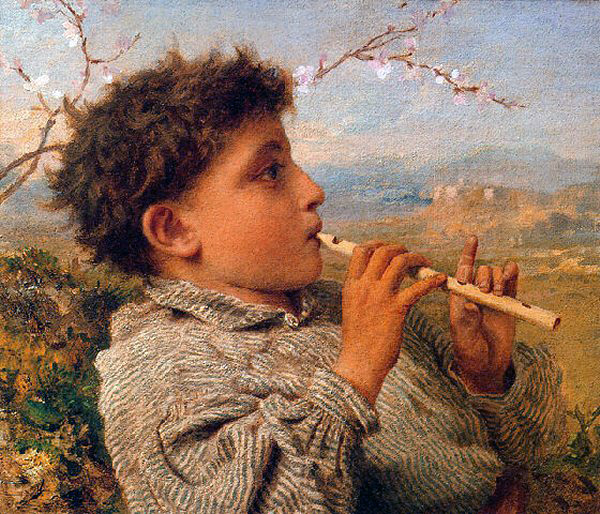
Shepherd Piper (1881)
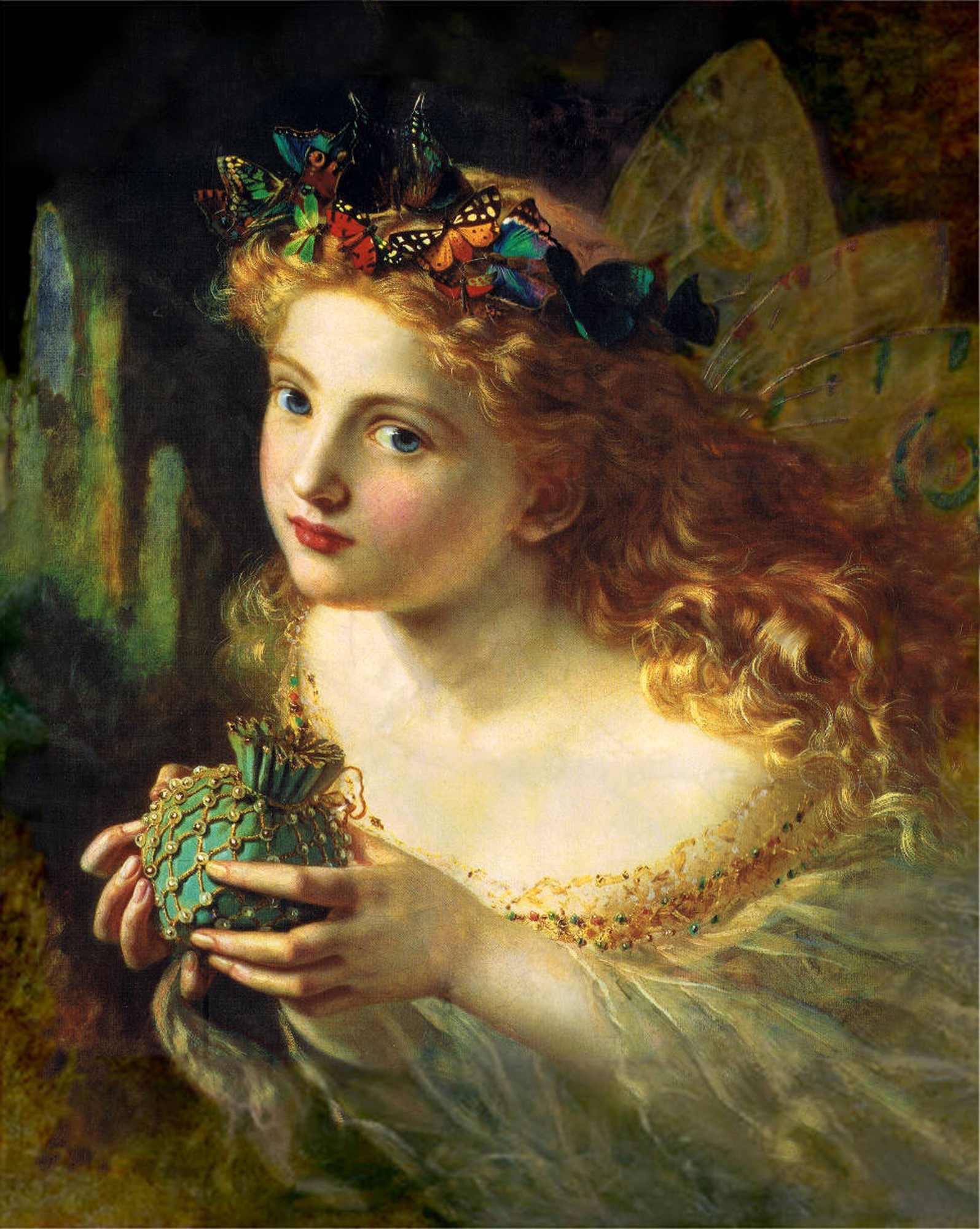
Take the Fair Face of Woman
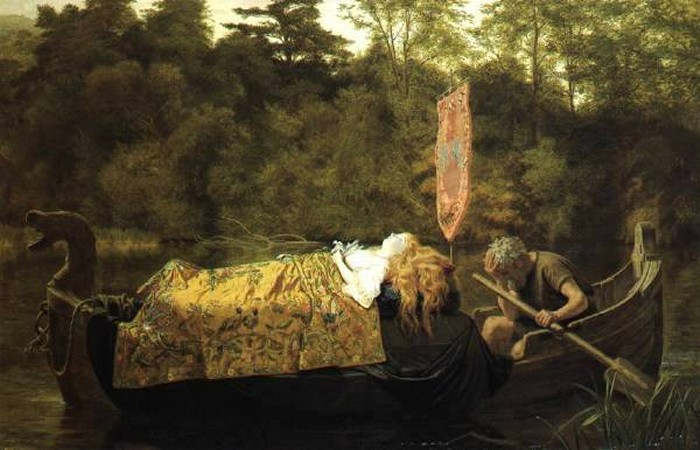
Elain or The Lily Maid of Astolat (1870)
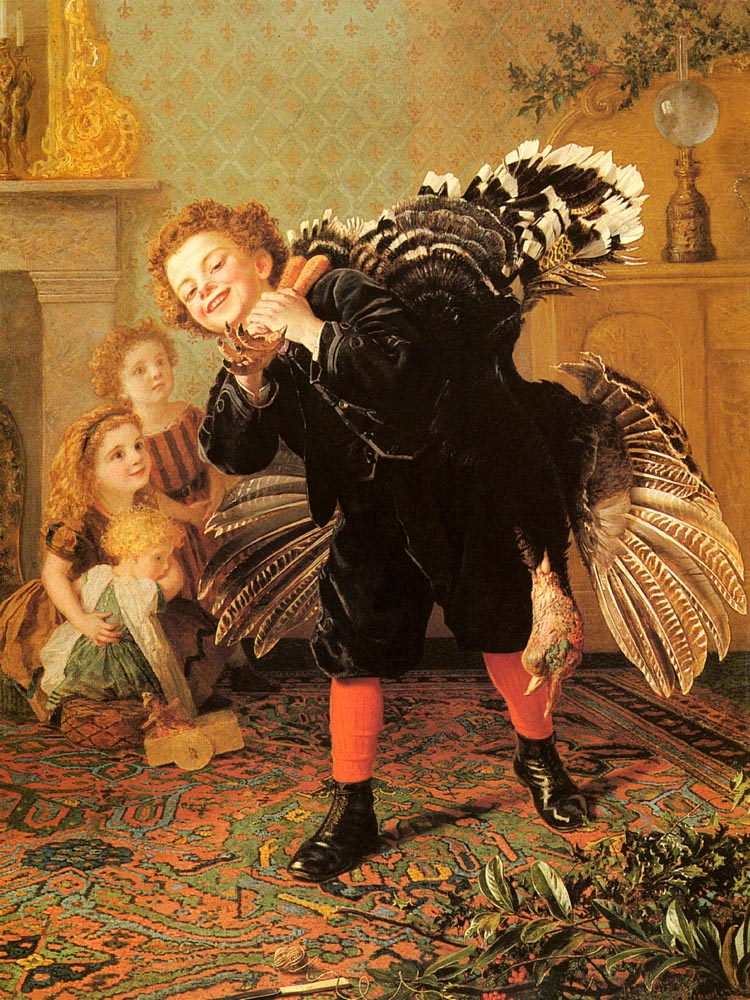
Christmas Time Heres The Gobbler
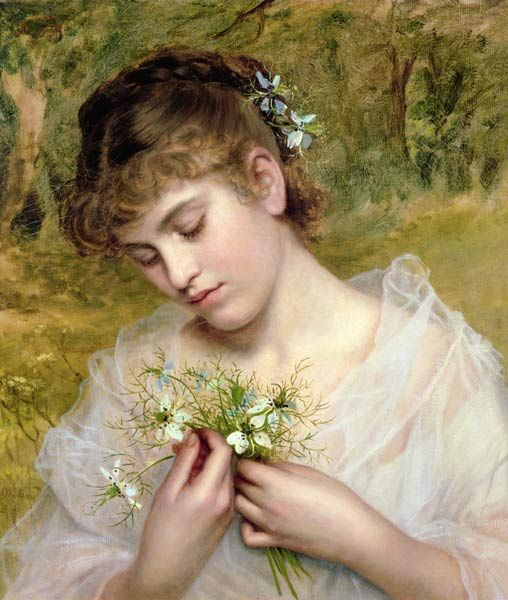
Love In a Mist
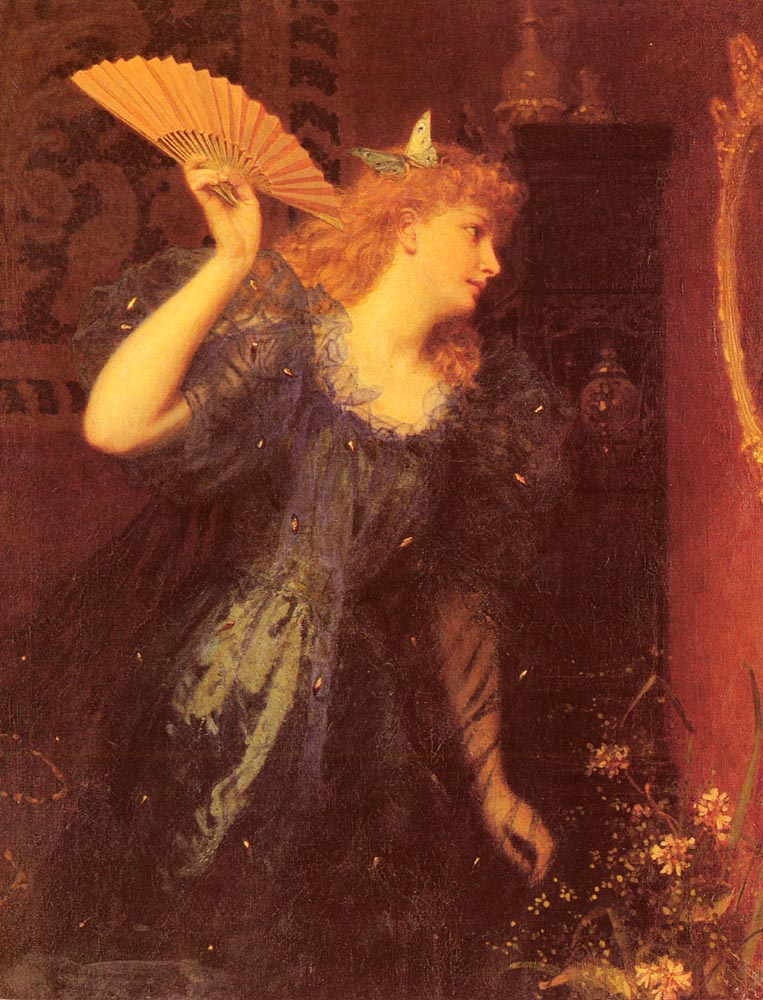
Ready For The Ball
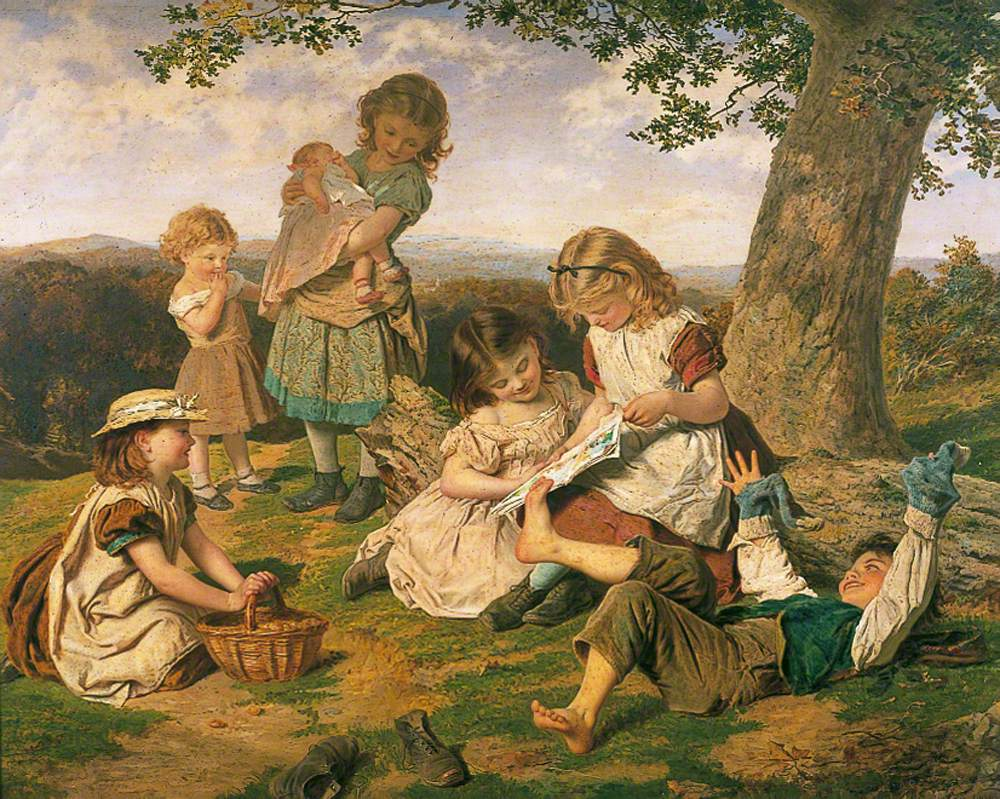
The Children's Story Book